# Passo del Cason di Lanza
Il passo del Cason di Lanza (detto anche Passo Lanza, in friulano Zuc de Vuardie - 1.552 m s.l.m.) è un valico alpino automobilistico del Friuli-Venezia Giulia, situato in provincia di Udine, nelle Alpi Carniche Orientali, collegando Paularo in Carnia orientale (Val Chiarsò) a ovest con Pontebba a est, poco più a sud del confine di stato con l'Austria, lungo una strada carreggiabile montana, lunga circa 14,5 km su 950 m circa di dislivello, stretta, dalle medie-forti pendenze, contornata da boschi di abeti, che attraversa ad ovest l'omonima Val di Lanza e ad est solcata dal torrente Pontebbana lungo la Val Pontebbana.

## Descrizione
Antica strada di malghe, in cima al passo è presente una piccola piana esito del modellamento glaciale, circondata a sud dal monte Zermula e dal monte Zûc della Guardia, ad ovest della Creta di Aip ed a nord dai rilievi della catena Carnica centrale; sul passo è presente una casera (malga) che funge anche da rifugio con agriturismo, una caserma abbandonata della Guardia di Finanza ed è punto di partenza per numerose escursioni; altre malghe sono presenti lungo l'ascesa su entrambi i versanti. 
Presso il passo si svolse inoltre nel 1478 una sanguinosa battaglia tra le popolazioni locali ed i Turchi che, in funzione antiveneziana, saccheggiavano periodicamente la Carnia ed il Friuli.
 È stato affrontato per la prima volta dal Giro d'Italia, in direzione ovest-est (da Paularo a Pontebba), nell'edizione 2013 nel corso della decima tappa Cordenons-Altopiano del Montasio, in programma il 14 maggio 2013, con il venezuelano Jackson Rodríguez a transitare per primo in vetta.